# HAL Dhruv
«Дхрув» (ALH Dhruv, санскрит: ध्रुव «непоколебимый») — многоцелевой военный вертолёт, разработанный индийской национальной компанией HAL (англ. Hindustan Aeronautics Limited), при поддержке германского концерна Messerschmitt-Bölkow-Blohm.
Разработка вертолёта началась в 1984 году в рамках программы ALH - Advanced Light Helicopter, первый полёт — в 1992 году, а в серийное производство пошёл в 2003.
Выпускается в двух модификациях: для ВВС и сухопутных войск — с полозковым шасси; для ВМС с трёхопорным убирающимся шасси.
«Рудра», ударная модификация вертолёта, оборудуется автоматической 20-мм пушкой, установленной на турельной установке и управляемым ракетным вооружением, например, ПТУР. Также возможна подвеска глубинных бомб и торпед.
Портфель экспортных заказов HAL на 2012—2015 гг составляет 10 «Дхрув» на сумму $76,5 млн.

## Модификации
- Mk.1 — базовая модификация с двигателями Turbomeca TM 333-2B2; всего построено 56 единиц для ВС Индии;
- Mk.2 — модификация с улучшенной обзорностью; всего построено 20 единиц для ВС Индии;
- Mk.3 — модификация, оснащенная двигателями «Шакти»; первая партия из 10 вертолётов была принята на вооружение в 2012 году;
- Mk.3 Coast Guard — вариант для Береговой охраны, имеющий дополнительный высокоинтенсивный прожектор, мегафон и спасательное оборудование;
- Mk. 3 Navy — вариант для ВМС, оснащённый оборудованием для проведения дальних поисковых миссий, новым радаром, пулемётом и способный нести торпеды;
- Mk.4/Rudra — также известная как Dhruv-WSI (Weapons System Integrated); первый ударный вертолёт, изготовленный в Индии[5], модификация, вооруженная автоматической пушкой и управляемыми ракетами класса «воздух-воздух» и «воздух-поверхность»
- Garuda Vasudha — вертолёт для геофизических исследований

## Тактико-технические характеристики

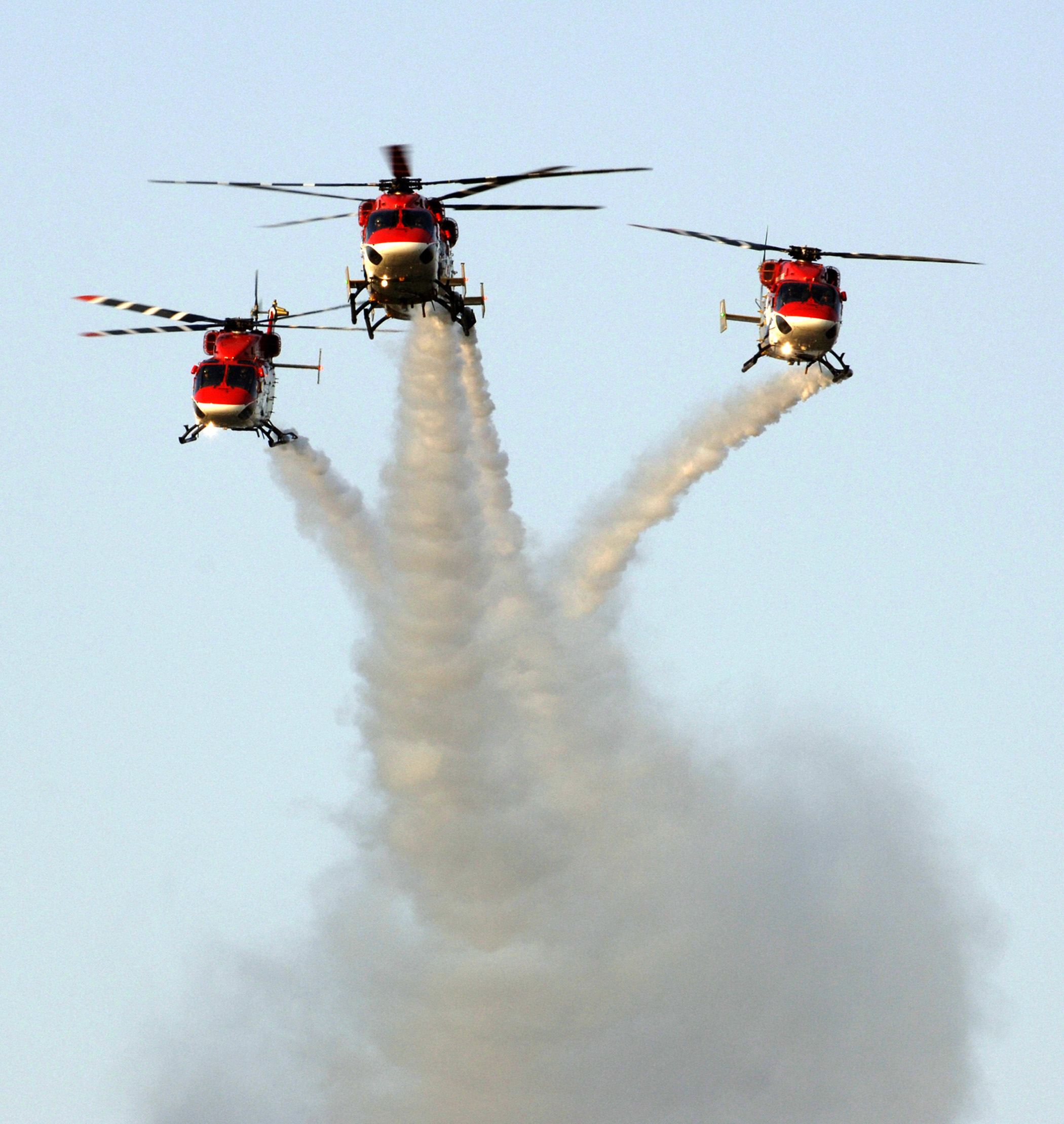
Пилотажная вертолётная группа Индийских ВВС на авиашоу на стадионе Гачибоули, Хайдерабад

Приведённые ниже характеристики соответствуют модификации для армии и ВВС Индии:
Источник данных: Jane's 

Технические характеристики
- Экипаж: 1-2 человека
- Пассажировместимость: 4-12 человек
- Длина: 15,87 м
- Длина фюзеляжа: 13,43 м
- Диаметр несущего винта: 13,2 м
- Диаметр рулевого винта: 2,55 м
- Максимальная ширина фюзеляжа: 2,0 м
- Высота: 3,93 м (до несущего винта)
- Площадь, ометаемая несущим винтом: 136,85 м²
- Масса пустого: 2 550 кг
- Максимальная взлётная масса: 4 500 кг
- Масса топлива во внутренних баках: 1 075 кг
- Максимальная масса подвесного груза: 1 000 кг
- Силовая установка: 2 × турбовальных Turbomeca TM 333-2B2
- Мощность двигателей: 2 × 1 200 л.с. (2 × 895 кВт)

Габариты грузовой кабины
- Длина: 3,55 м
- Ширина: 1,97 м
- Высота: 1,42 м

Лётные характеристики
- Максимально допустимая скорость: 330 км/ч
- Максимальная скорость: 265 км/ч
- Крейсерская скорость: 225 км/ч (экономичная)
- Практическая дальность: 700 км (с 20 мин. резервом)
- Продолжительность полёта: 4 ч. 20 мин.
- Практический потолок: 6 500 м
- Статический потолок: 4 400 м
- Скороподъёмность: 13 м/с (780 м/мин)
- Нагрузка на диск: 32,9 кг/м²
- Тяговооружённость: 329 Вт/кг (3,04 кг/кВт)

Вооружение
- Боевая нагрузка:  
  - вариант для ВМС:
    - 2 × торпеды или глубинные бомбы или
    - 4 × ПКР

  - вариант для армии и ВВС:
    - 1 × 20 мм пушка под фюзеляжем
    - 8 × противотанковых ракет или
    - 4 × блока 68 мм или 70 мм НАР или
    - 4 × ракеты «воздух-воздух»

  - вариант для береговой охраны:
    - 1 × 7,62 мм пулемёт в бортовой двери

## На вооружении
- Индия — в декабре 2007 года было заказано 159 Dhruv с поставкой в 2009-2016 гг.[1]
  - Армия Индии — 32 Dhruv, по состоянию на 2012 год[6]
  - ВВС Индии — 36 Dhruv, по состоянию на 2012 год[6]
  - ВМС Индии — 6 Dhruv, по состоянию на 2012 год[6]
- Непал — 4 Dhruv, по состоянию на 2012 год[7]
- Эквадор — 6 Dhruv, по состоянию на 2012 год[8]
- Суринам — заказано 3 Dhruv, по состоянию на 2012 год[9]
- Мальдивы — 1 Dhruv, по состоянию на 2012 год[10]
- Маврикий — 1 Dhruv, по состоянию на 2009 год[11]
- Мьянма — 2 Dhruv, по состоянию на 2012 год[12]

## Галерея

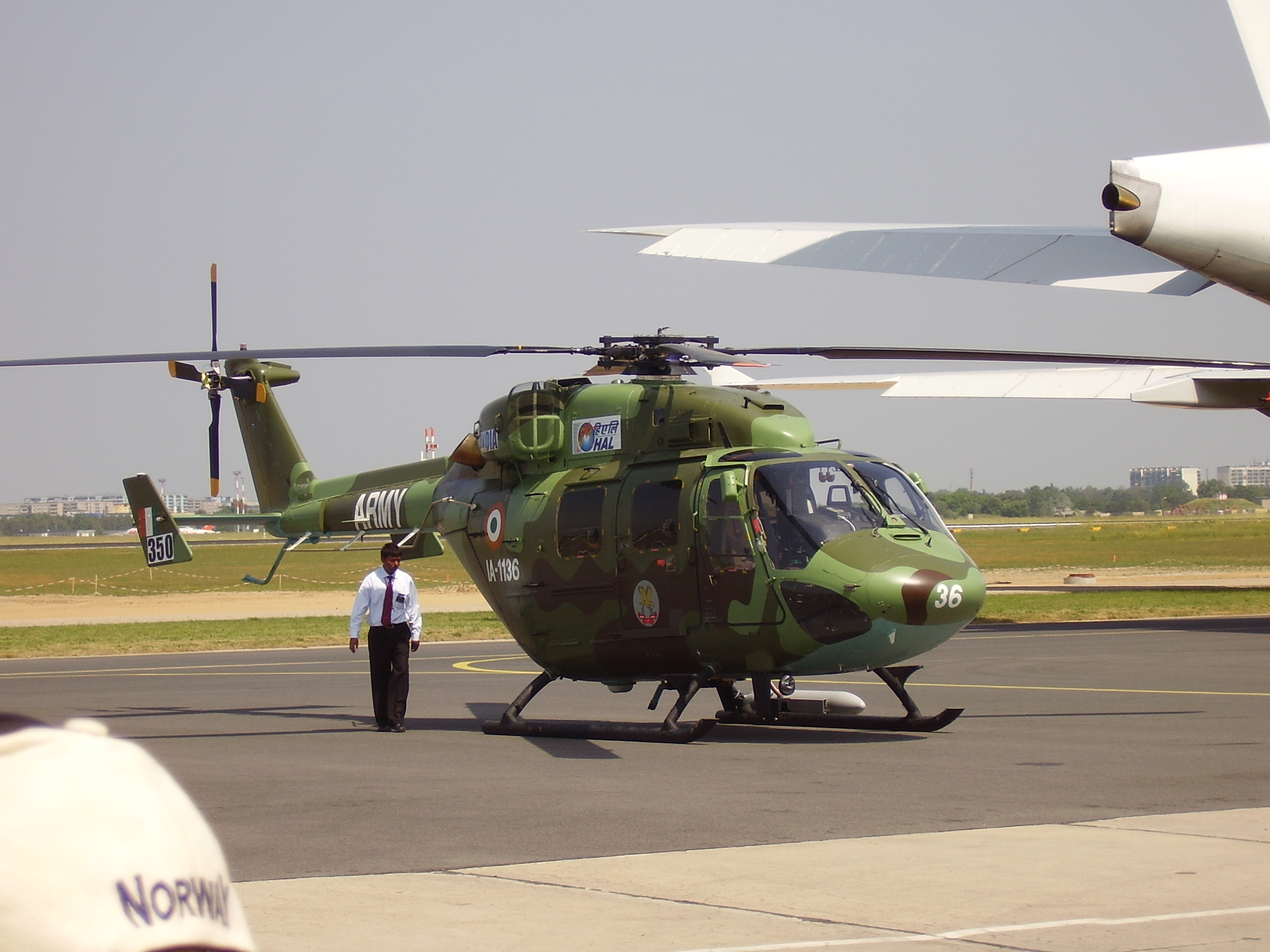
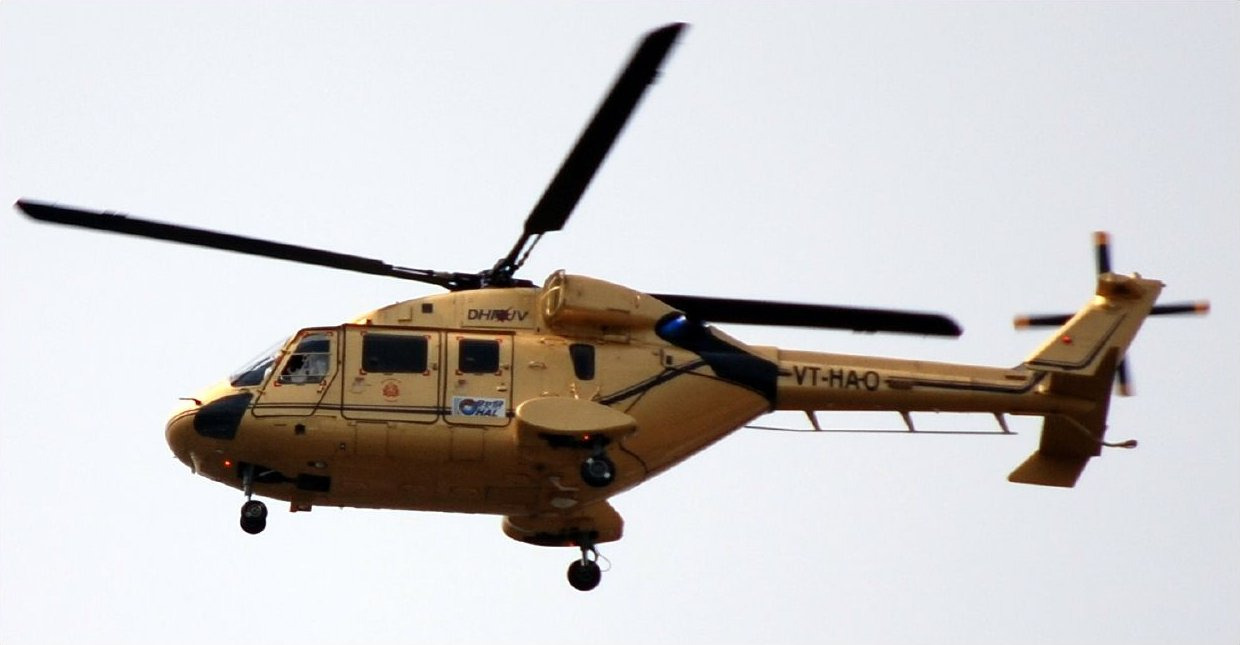
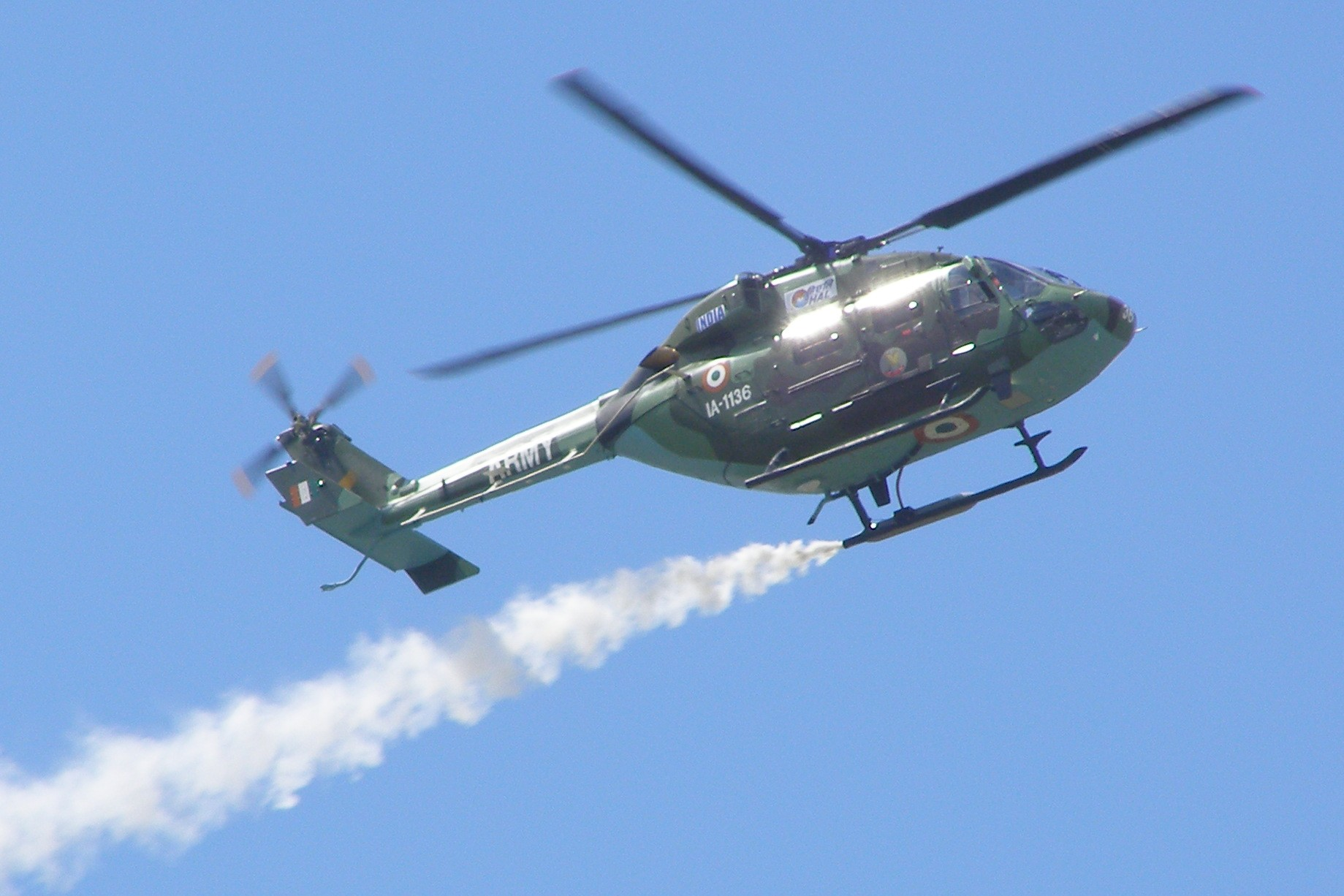
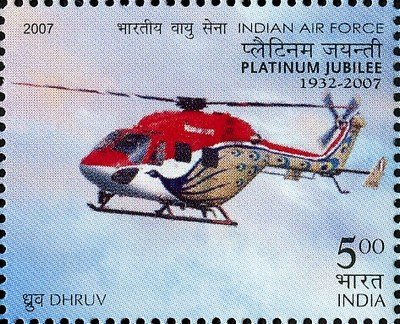